# 安提瓜和巴布達足球協會
安提瓜和巴布達足球協會（英語：Antigua and Barbuda Football Association）是專門管轄安提瓜和巴布達足球事務的組織。安提瓜和巴布達足球協會成立於1928年，並在1970年加入國際足協。此外，它還是中北美洲及加勒比海足球協會和加勒比海足球聯盟的成員之一。

## 外部連結
- 官方網頁 （页面存档备份，存于）
- 國際足協網頁 （页面存档备份，存于）